# Архангел (име)
Архангел је хришћанско мушко име грчког порекла. 

## Значење и порекло
Потиче из грчке речи „Ahrangel“, која означава арханђела, заповедника анђела.

Календарско је име.

## Изведена имена
Од овог имена изведена су имена Аранђел, Рака, Ранђел и Ранђија. Занимљиво је да име Рака постоји и на хинду језику и значи „пун месец“.